# Nabinagar (Bangladesh)
Nabinagar è un sottodistretto (upazila) del Bangladesh situato nel distretto di Brahmanbaria, divisione di Chittagong. Si estende su una superficie di 353,66 km² e conta una popolazione di 493.518 abitanti (dato censimento 1991).